# تپه عباس بلاغی
تپه عباس بلاغی مربوط به هزاره دوم (پیش از میلاد) است و در شهرستان شاهین دژ، بخش مرکزی، دهستان مرکزی، روستای عباس بلاغی واقع شده است. این اثر در تاریخ ۳۰ دی ۱۳۸۵ با شمارهٔ ثبت ۱۶۸۱۰ به عنوان یکی از آثار ملی ایران به ثبت رسیده است.